# گوزن‌های اتوبان
گوزن‌های اتوبان فیلمی به کارگردانی و تهیه‌کنندگی ابوالفضل صفاری و نویسندگی باقر سروش و ابوالفضل صفاری محصول سال ۱۴۰۳ ایران است.

## خلاصه داستان
عباس که راننده پیک موتوری است، طی اتفاقی به دنبال ماشین یک بلاگر معروف می‌افتد. بلاگر فکر می‌کند عباس خفت‌گیر است و این در حالی است که گوشی‌اش روی لایو است و همه چیز به سرعت وایرال می‌شود.